# Paris–Corrèze
Paris–Corrèze war ein französisches Straßenradrennen.
Das 2001 bis 2012 jährlich ausgetragene Etappenrennen gehört zur UCI Europe Tour und ist dort in die Kategorie 2.1 eingestuft. Es wurde von Laurent Fignon ins Leben gerufen und fand ursprünglich im September statt. Es sollte vor allem als Vorbereitung für französische Fahrer auf die Straßenrad-Weltmeisterschaft dienen, denen es im Vorfeld der Weltmeisterschaften an geeigneten Startmöglichkeiten im eigenen Land fehlte. Durch die Neuorganisation der Profi-Rennen durch die UCI und die Aufteilung in die UCI ProTour und die UCI Continental Circuits wurde das dreitägige Rennen jedoch auf Anfang August verschoben und lag damit zu weit vor der Ende September stattfindenden WM, um als Vorbereitungsrennen dienen zu können.
Das Rennen startete nur bei seiner ersten Austragung in Paris, seitdem begann die erste Etappe in Départements im weiteren Umfeld von Paris. 2002 und 2003 war Omres Startort, ab 2004 begann das Rennen in Contres im Département Loir-et-Cher. Zielort war stets eine Stadt im Département Corrèze in der Region Limousin (2001: Tulle, 2002: Brive, 2003: Ussel, 2004: Objat, 2005: Chaumeil).
Aufgrund von finanziellen Problemen wurde die Austragung des Jahres 2013 vom Veranstalter abgesagt.

## Sieger
| - 2012 Egoitz García - 2011 Samuel Dumoulin - 2010 Mickaël Buffaz - 2009 Francisco Ventoso | - 2008 Miyataka Shimizu - 2007 Edvald Boasson Hagen - 2006 Didier Rous - 2005 Frédéric Finot | - 2004 Philippe Gilbert - 2003 Cédric Vasseur - 2002 Baden Cooke - 2001 Thor Hushovd |